# En hemmelighed
En hemmelighed er en fransk film fra 2007. Filmen indbragte skuespillerinden Julie Depardieu en César for bedste kvindelige birolle.
I Danmark solgte filmen 3.152 billetter.

## Synopsis
Den jødiske dreng Francois vokser som enebarn op i trygge kår i 50'ernes og 60'ernes Paris. Han plages imidlertid af dagdrømme om en bror, som er stærk og modig, i modsætning til ham selv, og mareridt. Først da han, af en ven af familien, får fortalt om en hemmelighed i familien, kan han konfrontere sine dæmoner.

## Medvirkende
- Cécile de France som Tania Stirn/Grimbert
- Patrick Bruel som Maxime Nathan Grinberg/Grimbert
- Ludivine Sagnier som Hannah Golda Stirn/Grinberg
- Julie Depardieu som Louise
- Mathieu Amalric som François Grimbert (som 37-årig)
- Nathalie Boutefeu som Esther
- Yves Verhoeven som Guillaume
- Yves Jacques som Commandant Béraud

## Priser
- César for bedste kvindelige birolle: Julie Depardieu
- Montréal Film Festival: Grand Prix des Amériques